# Monts McGerrigle
Les monts McGerrigle sont un massif montagneux dans la partie centrale de la Gaspésie dans l'Est du Québec. Il s'agit du principal constituant des monts Chic-Chocs faisant partie des monts Notre-Dame, dans la chaîne des Appalaches.

## Toponymie
Jadis appelé Tabletop, en 1965 le massif a été renommé monts McGerrigle en l'honneur du géologue Harold William McGerrigle (1904-1970) qui a travaillé pour le gouvernement du Québec entre 1937 à 1970,.

## Principaux sommets
- Mont Jacques-Cartier (1 268 m)
- Mont Dos de Baleine (1 249 m)
- Mont de la Passe (1 231 m)
- Mont Comte (1 229 m)
- Mont Rolland-Germain (1 204 m)
- Mont Les Cônes (1 200 m)
- Mont du Vieillard (1 200 m)
- Mont Richardson (1 180 m)
- Mont de la Table (1 180 m)
- Petit mont Sainte-Anne (1 147 m)
- Mont Xalibu (1 120 m)
- Mont Joseph-Fortin (1 080 m)